# Marlina, la tueuse en quatre actes
Pour plus de détails, voir Fiche technique et Distribution.
Marlina, la tueuse en quatre actes (Marlina si Pembunuh dalam Empat Babak) est un film dramatique indonésien, réalisé par Mouly Surya, sorti en 2017.

## Synopsis
Le film s'ouvre sur l'île de Sumba où Marlina (Marsha Timothy) est endeuillée par la perte de son mari. Un groupe de sept hommes, dirigé par le vieux Markus (Egy Fedly), arrive chez elle avec l'intention de lui voler de son bétail et de la violer. Ils demandent à être nourris et logés et elle en profite pour empoisonner la plupart des voleurs avec de la soupe au poulet. Elle décapite Markus et brûle son instrument de musique, un jungga.
Quelque temps plus tard, Marlina fait un tour dans le bus local où elle rencontre Novi (Dea Panendra), qui est enceinte et sur le point de retrouver son mari violent Umbu. Elles sont rejointes par une vieille femme avec un paiement de dot de deux chevaux à l'occasion du mariage de son neveu. En cours de route, deux des voleurs vivants, dont Franz (Yoga Pratama) découvrent les cadavres et poursuivent Marlina. Ils détournent le bus, mais Marlina s'échappe avec l'un des chevaux. Sur le chemin, Marlina est hantée par une vision sans tête jouant de la jungga.
Elle se présente au poste de police local et rapporte la tentative de vol et de viol ainsi que son état de légitime défense. Les policiers semblent la croire mais insiste sur le fait qu'ils ne peuvent pas poursuivre l'enquête pendant au moins un mois pendant qu'ils attendent des fonds pour acheter de l'équipement de test de viol. Marlina se lie avec une jeune fille dans un warung local.
Finalement Novi trouve Umbu. Lui, croyant qu'une présentation podalique est un signe d'infidélité, la frappe et la laisse être retrouvée par Franz, qui la menace d'attirer Marlina à la maison. Les trois se rencontrent à la maison, et l'eau de Novi se brise. Elle considère tuer Franz, mais prend pitié de lui. Franz réunit la tête de Markus avec son cadavre et le place à côté du mari momifié de Marlina. Alors que Novi lui prépare une soupe de poulet sous la contrainte, il viole Marlina et Novi le décapite. Elle donne ensuite naissance. Marlina et Novi quittent la maison le lendemain avec l'enfant.

## Fiche technique
Sauf indication contraire, les informations mentionnées dans cette section peuvent être confirmées par la base de données cinématographiques IMDb,  présente dans la section « Liens externes ».
- Titre : Marlina, la tueuse en quatre actes
- Titre original : Marlina si Pembunuh dalam Empat Babak
- Titre international : Marlina the Murderer in Four Acts
- Réalisation : Mouly Surya
- Scénario : Rama Adi, Garin Nugroho, Mouly Surya
- Musique : Yudhi Arfani, Zeke Khaseli
- Direction artistique : Frans Paat
- Costumes : Meutia Pudjowarsito
- Photographie : Kelvin Nugroho
- Montage : Yunus Pasolang
- Production : Rama Adi, Fauzan Zidni
- Société de production : Cinesurya Pictures
- Société de distribution : Spectrum Films
- Pays de production :  Indonésie,  France,  Malaisie,  Thaïlande
- Langue originale : indonésien
- Format : couleurs - 2,35:1 - DTS / Dolby Digital / SDDS - 35 mm
- Genre : Drame, thriller, western
- Durée : 93 minutes (1 h 33)
- Dates de sortie :
  - France : 24 mai 2017 (Festival de Cannes) ; 31 mars 2019 (Prime Video)
  - Malaisie : 8 mars 2018
  - Suisse : 30 juin 2017 (Festival international du film fantastique de Neuchâtel)

## Distribution
- Marsha Timothy : Marlina
- Yoga Pratama : Franz
- Egy Fedly : Markus
- Dea Panendra : Novi

## Distinctions
| Date                         | Événement                                        | Catégorie                          | Personnes                            | Résultat   |
| ---------------------------- | ------------------------------------------------ | ---------------------------------- | ------------------------------------ | ---------- |
| 17 au 28 mai 2017            | Festival de Cannes,                              | Queer Palm                         | Mouly Surya                          | Nomination |
| 5 au 15 octobre 2017         | Festival international du film de femmes de Salé | Prix du scénario                   | Rama Adi, Garin Nugroho, Mouly Surya | Lauréat    |
| 5 au 15 octobre 2017         | Festival international du film de Catalogne      | Meilleure actrice                  | Marsha Timothy                       | Lauréat    |
| 19 au 28 octobre 2017        | QCinema International Film Festival              | Prix du pylône                     | Mouly Surya                          | Lauréat    |
| 3 au 24 novembre 2017        | Golden Horse Film Festival and Awards            | Meilleur film asiatique            |                                      | Nomination |
| 9 au 16 novembre 2017        | AFI Fest                                         | Prix du public                     | Mouly Surya                          | Nomination |
| 15 au 22 novembre 2017       | Five Flavours Film Festival                      | Prix NETPAC                        | Mouly Surya                          | Lauréat    |
| 15 au 22 novembre 2017       | Five Flavours Film Festival                      | Meilleur film                      | Mouly Surya                          | Nomination |
| 18 au 26 novembre 2017       | Tokyo FILMeX                                     | Grand prix                         | Mouly Surya                          | Lauréat    |
| 23 novembre 2017             | Asia Pacific Screen Awards                       | Réussite en réalisation            | Mouly Surya                          | Nomination |
| 1 au 8 décembre 2017         | Festival du film asiatique Jogja-NETPAC          | Mention spéciale                   | Mouly Surya                          | Lauréat    |
| 16 décembre 2017             | Maya Awards                                      | Meilleur film                      |                                      | Lauréat    |
| 16 décembre 2017             | Maya Awards                                      | Meilleure actrice                  | Marsha Timothy                       | Lauréat    |
| 16 décembre 2017             | Maya Awards                                      | Meilleure photographie             | Yunus Pasolang                       | Lauréat    |
| 16 décembre 2017             | Maya Awards                                      | Meilleure direction artistique     | Frans Paat                           | Lauréat    |
| 16 décembre 2017             | Maya Awards                                      | Meilleure musique d'accompagnement | Yudhi Arfani, Zeke Khaseli           | Lauréat    |
| 24 janvier au 4 février 2018 | Festival international du film de Rotterdam      | Prix NETPAC                        | Mouly Surya                          | Nomination |
| 26 janvier au 5 février 2018 | Festival international du film de Göteborg       | Prix du dragon                     | Mouly Surya                          | Nomination |
| 17 mars 2018                 | Asian Film Awards                                | Meilleure actrice                  | Marsha Timothy                       | Nomination |
| 17 mars 2018                 | Asian Film Awards                                | Meilleure photographie             | Yunus Pasolang                       | Nomination |
| 17 mars 2018                 | Asian Film Awards                                | Meilleure direction artistique     | Frans Paat                           | Nomination |
| 17 mars 2018                 | Asian Film Awards                                | Meilleur son                       | Khikmawan Santosa                    | Nomination |
| 6 au 17 avril 2018           | Festival international du film d'Istanbul        | Tulipe d'or                        | Mouly Surya                          | Nomination |